# Alfredo Escalera
Alfredo Escalera (* 21. März 1952 in Carolina, Puerto Rico) ist ein ehemaliger puerto-ricanischer Boxer im Superfedergewicht.
Er gab im Jahre 1970 erfolgreich sein Profidebüt und musste bereits im darauffolgenden Jahr gegen Doc McClendon seine erste Niederlage hinnehmen. Gegen den Japaner Kuniaki Shibata trat er am 5. Juli 1975 um den WBC-Weltmeistertitel an und siegte durch klassischen K. o. in Runde 2. 
Diesen Gürtel verteidigte er insgesamt 10 Mal und verlor ihn 1978 an Alexis Arguello.